# Елтон (Луизијана)
Елтон (енгл. Elton) град је у америчкој савезној држави Луизијана.

## Демографија
По попису из 2010. године број становника је 1.128, што је 133 (-10,5%) становника мање него 2000. године.
| Група             | 2000.       | 2010.       |
| Белци             | 700 (55,5%) | 625 (55,4%) |
| Афроамериканци    | 493 (39,1%) | 427 (37,9%) |
| Азијати           | 2 (0,2%)    | 5 (0,4%)    |
| Хиспаноамериканци | 13 (1,0%)   | 27 (2,4%)   |
| Укупно            | 1.261       | 1.128       |